# Josef Hoop
Dr Franz Josef Hoop (alemão: [ˈjoːzɛf hˈoːp] (escutarⓘ); 14 de dezembro de 1895 - 19 de outubro de 1959) foi um político de Liechtenstein que serviu como primeiro-ministro de Liechtenstein de 1928 a 1945.
Hoop é mais conhecido pelos seus esforços para manter a neutralidade e independência do Liechtenstein durante a Segunda Guerra Mundial. Servindo por dezessete anos, ele é o primeiro-ministro mais longínquo na história do país, à frente de seu sucessor Alexander Frick por 79 dias. Ele serviu sob o reinado dos príncipes de Liechtenstein João II, Francisco I e Francisco José II, tornando-o o único primeiro-ministro a servir sob três príncipes consecutivamente.

## Biografia
Hoop nasceu em Eschen, Liechtenstein, em 14 de dezembro de 1895, filho de seu pai, Franz Josef Hoop, que era fazendeiro e deputado do Parlamento, e de sua mãe, Berta Batliner. Ele era um dos oito filhos. Hoop passou seus primeiros anos vivendo e trabalhando na fazenda de sua família.
Hoop cursou o ensino médio em Feldkirch, na Áustria, e por um curto período depois frequentou a escola em Zurique, na Suíça. Depois de terminar a escola, Hoop iniciou o ensino pós-secundário na Universidade de Innsbruck, onde se dedicou ao estudo das línguas orientais e tornou-se fluente em árabe. Hoop formou-se em 1920, com doutorado em filosofia.
Hoop serviu como adido e encarregado de negócios na legação de Liechtenstein em Viena de 1920 a 1923. Ele trabalhou na remoção da exigência de visto para cidadãos austríacos em Liechtenstein em 1922. Ele também se queixou dos baixos salários do pessoal da legação, uma vez que muitas vezes não eram satisfatórios e atendiam ao funcionamento da legação.
A legação de Liechtenstein em Viena foi fechada em 1923. Hoop resistiu ao encerramento da legação, pois acreditava que isso afetaria negativamente as relações com a Áustria. Ele visitou o Ministro das Relações Exteriores, Alfred Grünberger, sobre o fechamento, que também se opôs a ele em particular, que enfrentou reação negativa do governo de Liechtenstein, já que eles haviam concordado anteriormente em ser representados pela Suíça. Ele foi membro da Associação Histórica de Liechtenstein desde 1921.
De 1924 a 1928 trabalhou para a administração alfandegária suíça em Genebra e São Galo.

## Primeiro-Ministro do Liechtenstein

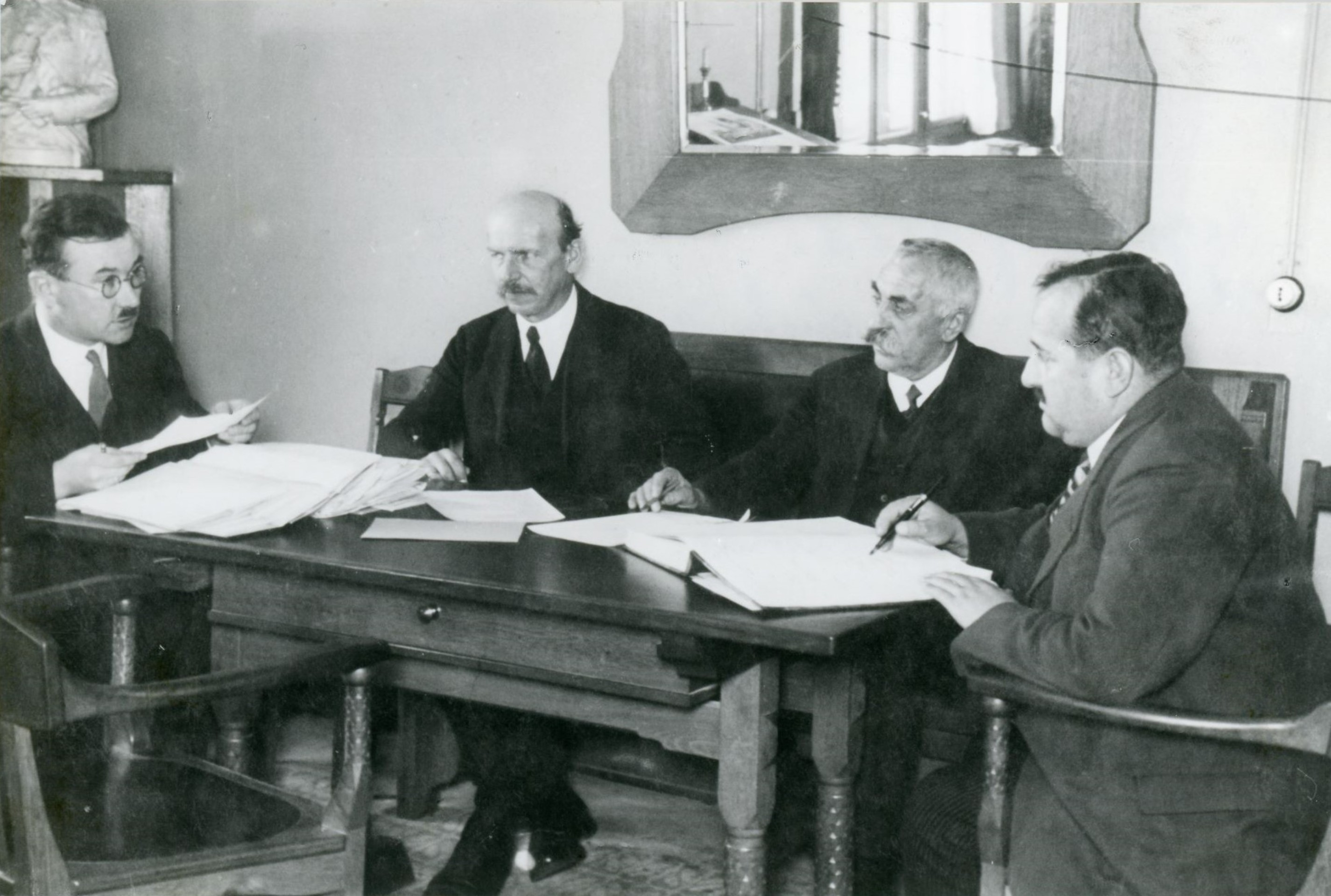
Hoop (esquerda) com Peter Büchel, Josef Gassner e Ferdinand Nigg, 1928.

Hoop foi o terceiro primeiro-ministro de Liechtenstein, de 4 de agosto de 1928 a 3 de setembro de 1945.  Eleições antecipadas foram convocadas depois que João II forçou o governo de Gustav Schädler a renunciar em junho de 1928 como resultado de um escândalo de peculato no Banco Nacional de Liechtenstein. As eleições parlamentares de 1928 em Liechtenstein resultaram em uma vitória para o Partido Cívico Progressista e Hoop foi nomeado primeiro-ministro. Devido à eleição suplementar de Liechtenstein em 1930, o Partido Cívico Progressista tornou-se o primeiro e único partido a deter a maioria absoluta na história do Landtag de Liechtenstein até 1932.

### Política econômica
Hoop apoiou uma política de imposto de selo independente, separada da Suíça, para que o Liechtenstein mantivesse a soberania econômica deles, apesar dos dois países formarem uma união aduaneira em 1924. As preocupações suíças de uniformidade monetária com o Liechtenstein levaram o governo de Hoop a concordar em retirar a moeda de prata do país em 1930 em favor de uma moeda de ouro estatal correspondente à Suíça. Apesar disso, Hoop se opôs à impressão de moedas em francos suíços e pediu pessoalmente a Francisco I que vetasse a proposta sob tais condições, mesmo com a aprovação da maioria do Landtag.
Ele defendeu a construção de um canal interior de 23 km de extensão, a fim de aumentar a percentagem de terras aráveis no país e criar oportunidades de emprego no país, que foi aprovado em 1930, começou a ser construído em 1931 e depois concluído em 1943. Também prestou aconselhamento a empresas e start-ups industriais no Liechtenstein, a fim de trazer emprego e capital para o país.

### Espionagem
Em janeiro de 1937, o editor do Liechtensteiner Vaterland e membro fundador do Serviço Interno de Liechtenstein, Carl Freiherr von Vogelsang, denunciou publicamente os judeus que viviam em Liechtenstein e enviou inúmeras cartas detalhando-os a autoridades na Alemanha Nazista. Como resultado, Hoop ordenou que os escritórios do Vaterland fossem revistados em busca de cartas a serem confiscadas e Vogelsang imediatamente deixou o país. A maioria do Landtag aprovou as ações de Hoop, mas membros da União Patriótica pediram sua renúncia por causa do assunto, acreditando que a busca era inconstitucional. Foi decidido que dois juízes especiais determinariam as implicações jurídicas do caso. Eventualmente, em julho de 1937, ambos os juízes concluíram que Hoop não havia agido inconstitucionalmente ao ordenar a busca contra Vogelsang e foi posteriormente absolvido legalmente de qualquer delito.
Mais tarde naquele ano, Hoop admitiu que o pretendente austríaco Otto von Habsburg estava vivendo no Castelo de Liechtenstein como convidado de Francisco I, a fim de estar mais perto da Áustria, em vez de em sua residência anterior em Steenokkerzeel, na Bélgica.

### Política externa e Segunda Guerra Mundial
Em 1936, Hoop foi o pioneiro na assinatura de um tratado de extradição entre Liechtenstein e os Estados Unidos.
Desde a ascensão da Alemanha Nazista em 1933 e a introdução de leis antijudaicas no país, o Liechtenstein experimentou um grande aumento de emigrantes judeus para o país onde o governo de Hoop apoiou a naturalização dos refugiados sob uma nova lei de cidadania. Ao fazer isso, o Liechtenstein enfrentou ataques da imprensa alemã e de fontes internas, como o Serviço Interno do Liechtenstein, apoiado pela esposa de Francisco I, Elisabeth von Gutmann, sendo de parentesco judeu. Hoop tentou pessoalmente moderar as relações com a Alemanha através do uso de contatos privados e minimizou ativamente a ameaça do nacional-socialismo no Liechtenstein.

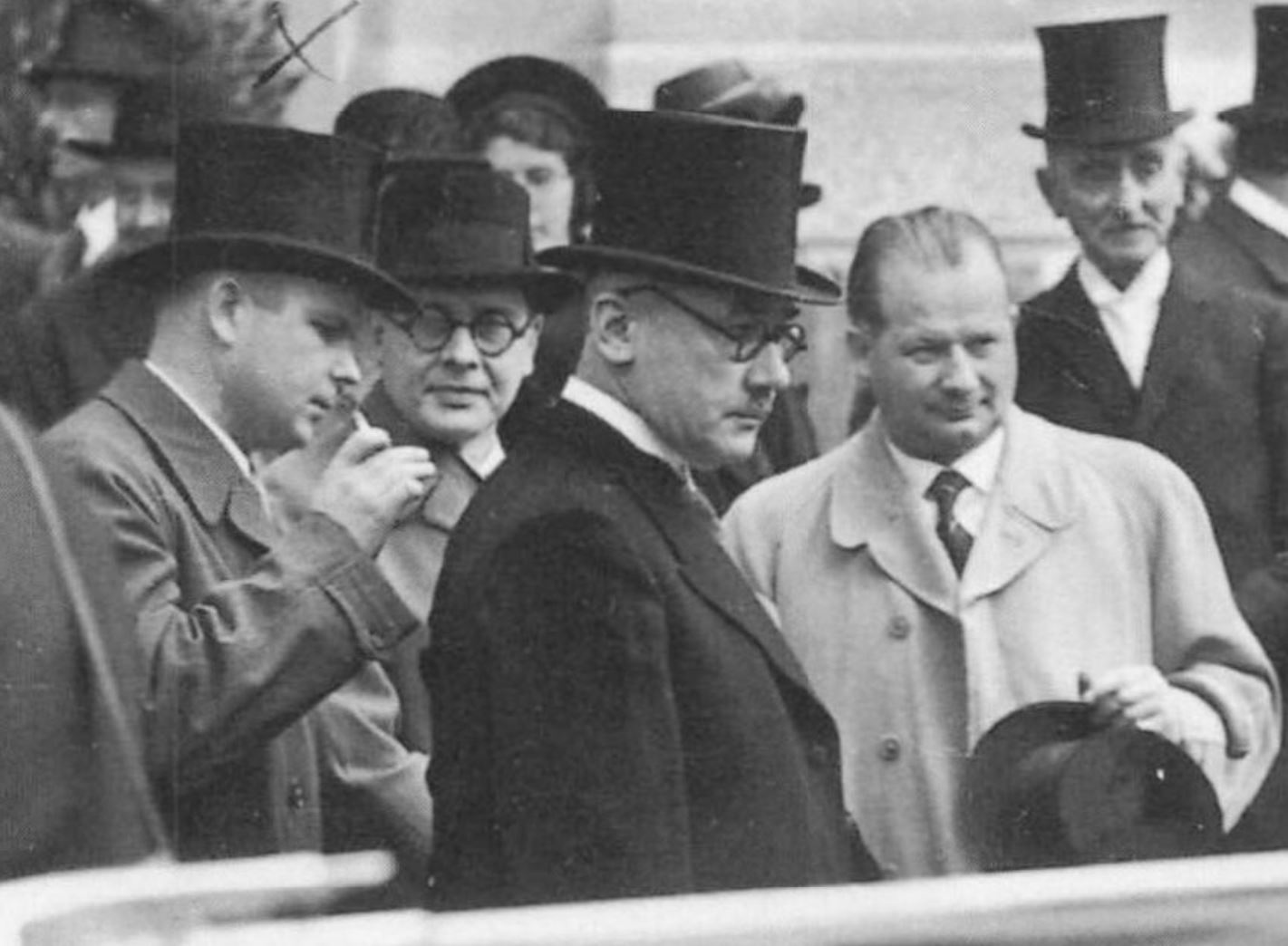
Hoop (centro-direita) com Alois Vogt, Otto Schaedler e Ludwig Marxer, por volta de 1938.

Na Segunda Guerra Mundial após o Anschluss da Áustria, Hoop e o Partido Cívico Progressista participaram do governo de coalizão formado para evitar o impasse governamental e ajudar a manter a neutralidade de Liechtenstein supervisionada por Francisco José II  junto com União Patriótica liderada por Otto Schaedler. Alois Vogt, o secretário do partido, foi nomeado vice-primeiro-ministro de Liechtenstein e substituiu Anton Frommelt. Apesar desta coligação, Hoop permaneceu distante de Schaedler e Vogt, desconfiado das suas ligações à Alemanha Nazista, particularmente com o Volksdeutsche Mittelstelle e o Volksbund für das Deutschtum im Ausland. Ele rejeitou as tendências fascistas do Serviço da Pátria do Liechtenstein, do qual era um dos partidos de fusão da União Patriótica. O partido enfrentou suspeitas depois que o Movimento Nacional Alemão em Liechtenstein (VDBL) tentou um golpe em 1939.
Hoop considerou a diplomacia amigável, não vinculativa e não provocativa apropriada para a Alemanha Nazista, complementada por gestos de cortesia. Em março de 1939, ele, juntamente com Francisco José II e Otto Schaedler, fizeram uma visita oficial a Berlim, onde conheceram Adolf Hitler e Joachim von Ribbentrop, onde discutiram a salvaguarda da independência e neutralidade de Liechtenstein, mantendo boas relações. Francisco José mais tarde relembrou a visita e afirmou que Hitler demonstrou pouco interesse por eles e que ela só aconteceu para "lisonjear o ego de Hitler". Em 1940, durante uma palestra em Stuttgart, Hoop demonstrou respeito pelos exércitos alemães. Ao mesmo tempo, ligou o país o mais estreitamente possível à Suíça durante a guerra, na esperança de manter a neutralidade do Liechtenstein. Ele conseguiu a inclusão de facto do Liechtenstein no abastecimento nacional suíço. Hoop não considerou reformar o Exército de Liechtenstein para evitar provocações. Durante a guerra, ele trabalhou em estreita colaboração com Francisco José II, apesar da agitação de Otto Schaedler, que defendia uma postura mais cooperativa em relação à Alemanha Nazista.

### Renúncia
Hoop renunciou em setembro de 1945, depois de servir como primeiro-ministro por dezessete anos. Ele fez isso formalmente devido ao agravamento de seu problema cardíaco e ao desejo de deixar o cargo, mas também observou que Francisco José II o pressionou a fazê-lo, pois acreditava que a visão de um Liechtenstein do pós-guerra exigia uma mudança na liderança. devido à crise diplomática em curso com o Primeiro Exército Nacional Russo pró-eixo e os emigrados pró-imperador Vladimir liderados pelo General Boris Smyslovsky que se refugiaram no país alguns meses antes. Esta demissão de facto de Hoop irritou muitos dentro do Partido Cívico Progressista. Ele foi sucedido por Alexander Frick.

## Vida posterior
Em 1946, os líderes do Movimento Nacional Alemão no Liechtenstein foram processados pelo golpe de 1939 e Hoop testemunhou como testemunha, assumindo uma postura moderada na defesa das ações de Friedrich Bock, que foi uma figura de liderança nos primeiros dias do partido durante o estabelecimento e com o seguinte golpe contra o governo. Ex-membros do governo de Hoop também foram indiciados por suas ações durante a Segunda Guerra Mundial, principalmente seu ex-deputado Alois Vogt, mas Hoop nunca foi acusado.
Depois de renunciar ao cargo de primeiro-ministro, Hoop logo passou a estudar Direito na Universidade de Zurique e depois na Universidade de Innsbruck em 1946, onde se formou e recebeu o doutorado em 1948. A partir de 1948 trabalhou como advogado em Vaduz.
Mais tarde, Hoop atuou como membro do conselho do Banco Nacional de Liechtenstein e presidente do Tribunal Constitucional de Liechtenstein. Ele foi eleito para o Landtag em 1957, onde serviu até sua morte em 1959. Ele foi presidente do Landtag de Liechtenstein de 1958 a 1959.

## Vida pessoal
Hoop casou-se com Emilie Gstöhl (27 de fevereiro de 1898 - 11 de fevereiro de 1997) em 1920, o casal não teve filhos.
Em seu tempo pessoal, Hoop frequentemente se dedicava à botânica, lendo literatura e ouvindo rádio.

## Morte e legado
Hoop, fumante frequente ao longo de sua vida adulta, faleceu em 19 de outubro de 1959 devido a insuficiência cardíaca, aos 63 anos. Ele foi enterrado em sua cidade natal, Eschen, e seu funeral contou com a presença de Francisco José II e da condessa Georgina von Wilczek. Uma rua em Eschen recebeu o seu nome.
Hoop foi altamente elogiado por Francisco José II devido aos seus esforços para proteger a independência de Liechtenstein durante a Segunda Guerra Mundial. Certa vez, ele disse em retrospecto que "Hoop salvou o país". Membro da Associação Histórica do Liechtenstein e seu sucessor como Presidente do Landtag do Liechtenstein, Martin Risch descreveu-o como "um dos melhores homens a servir no Liechtenstein, pelo seu serviço de longo prazo no país". Em 2010, o historiador Peter Geiger descreveu Hoop como "Ele impressionou menos com carisma do que com experiência sólida, inteligência, abordagem diplomática amigável e senso de responsabilidade".

### Na cultura popular
Josef Hoop foi interpretado pelo ator francês Pierre Vaneck no filme Vent d'est, lançado em 1993.

## Honrarias
- Liechtenstein - Ordem do Mérito do Principado do Liechtenstein.[74]